# 열대파

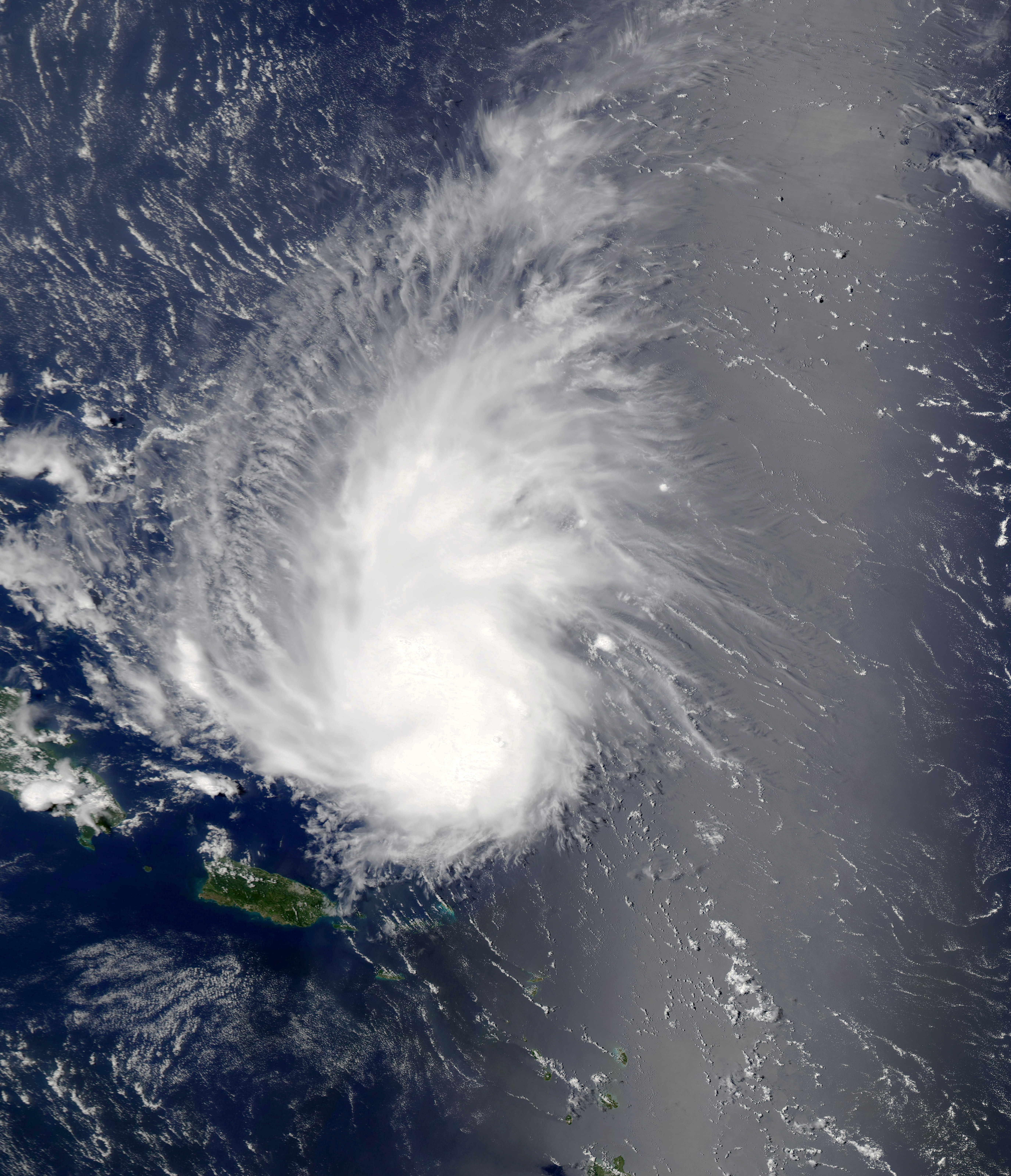
2013년 열대 폭풍 도리안. 7월 29일의 열대파

열대파(tropical wave) 또는 편동풍파(偏東風波, easterly wave)는 열대 지역에서 발생하는 대기 파동으로 적도 편동풍대 안에서 동쪽에서 서쪽으로 이동하는 물결 모양의 요란이다. 
아프리카 사하라 사막 인근에서 발생한 동풍(African Easterly Jet)이 대기 불안정을 일으키면서 파동이 형성되는데, 서쪽으로 이동하면서 대서양을 횡단해 카리브해, 중앙아메리카를 지나 일부는 태평양까지 연쇄적으로 전파된다. 대류권의 하층에 해당하는 약 3km의 고도에서 발생하고, 파장은 2,000-4,000km, 전파 속도는 평균 7~8m/s 정도이며, 3~4일의 주기를 가진다. 

강우와 뇌우를 광범위하게 발생시키는 주요 원인이며, 때로는 극단적인 날씨를 유발한다. 기압골(trough)과 기압능(ridge)이 반복되는 형태로, 기압골의 동쪽에서 수렴이 발생해 상승기류가 생기면서, 태풍과 같은 열대 저기압의 발생에 많은 영향을 준다. 대서양의 허리케인 중 약 85% 정도는 파동이 전파되는 경로에서 발생한다. 

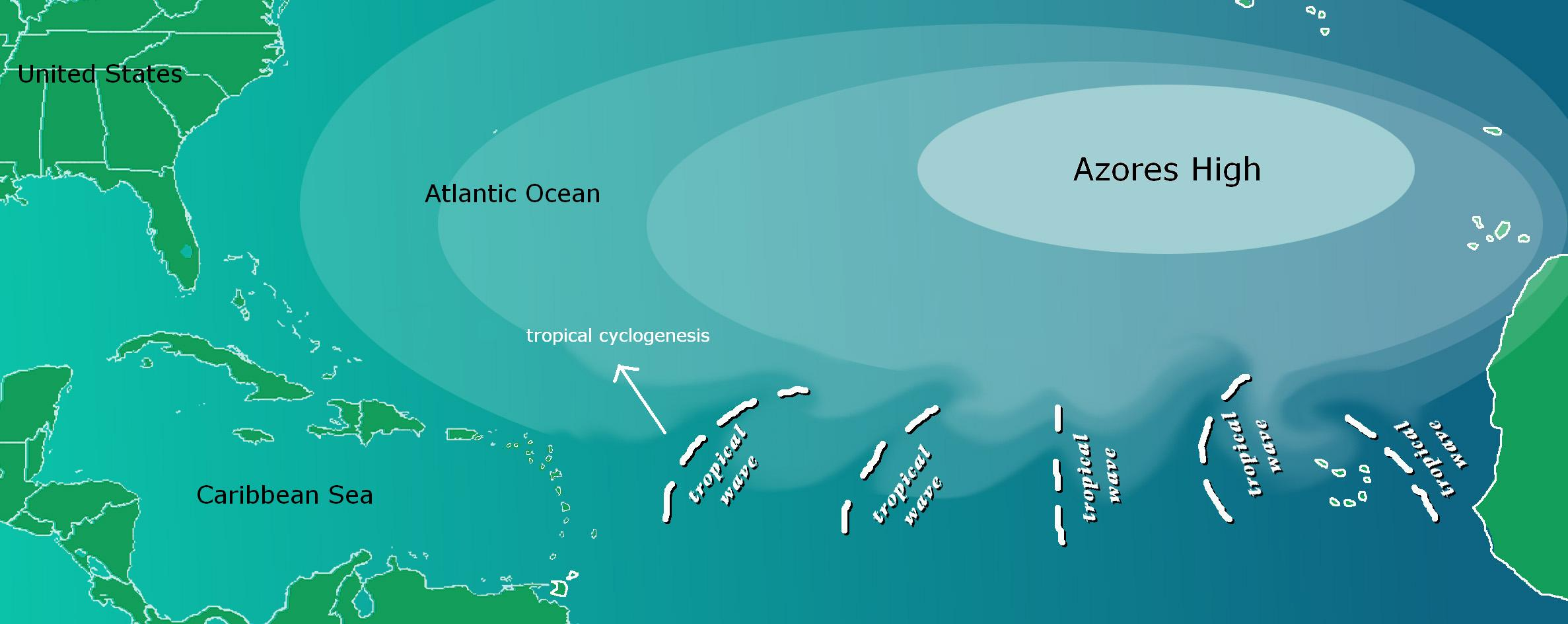
열대파의 형성

## 같이 보기
- 태풍
- 카보베르데형 허리케인
- 홉뮬러 선도
- 열대 저기압